# Споменик изгинулим члановима породице Јовичић
Споменик изгинулим члановима породице Јовичић подигнут је између Врдника и Јаска, у знак сећања на чланове породице Јовичић који су настрадали у Другом светском рату. Споменик представља непокретно културно добро као знаменито место.
Сви чланови ове породице су у неком виду били активни учесници НОБ-а, због чега су прогањани, малтретирани, а на крају и настрадали. Глава куће Сава убијен је у подруму манастира Врдник, супруга Илинка убијена је у Јасеновцу као и њихово троје деце, син Милан (рођен 1921. године) погинуо је у борби приликом покушаја партизанских јединица да ослободе Шабац и ћерке Јованка (рођена 1925. године) и Аница (рођена 1935. године) као партизанке покупљене су у Грабову и отеране у Јасеновац где им се губи сваки траг. 
Споменик су подигли преживели чланови породице Јовичић ћерка Душанка Јовичић Нађ и синови Георгије и Бранко.